# Clan Ishikawa
Pour les articles homonymes, voir Ishikawa.
Le clan Ishikawa est un clan du Japon médiéval, originaire de la province de Mikawa. Le clan descend directement de Minamoto no Yoshiie. C'est Minamoto no Yoshitoki, le fils de Yoshiie, qui adopta en premier le surnom d'« Ishikawa ». Le clan Ishikawa s'installa ensuite dans la province de Shimotsuke. Le clan fut nommé pour quelques générations « clan Oyama ». Il revint ensuite dans la province de Mikawa et reprit le nom d'« Ishikawa ». Sous Chikayasu Ishikawa, le clan servit le clan Matsudaira puis Ieyasu Tokugawa.